# Udruženje likovnih umjetnika Bosne i Hercegovine
Udruženje likovnih umjetnika Bosne i Hercegovine (ULUBiH) udruženje je akademskih slikara iz Bosne i Hercegovine, sa sjedištem u Sarajevu.
Inicijativom i zalaganjem poznatih i priznatih umjetnika Bosne i Hercegovine: Ismeta Mujezinovića, Voje Dimitrijevića, Mice Todorović, Voje Hadžidamjanovića, Romana Petrovića, Behaudina Selmanovića, Sige Sumerekera, Petra Šaina i Hakije Kulenovića, 1947. godine osnovano je Udruženje likovnih umjetnika tadašnje Socijalističke Republike Bosne i Hercegovine. Za prvog Predsjednika Udruženja biran je slikar Roman Petrović. 
Od svog osnivanja do danas ovo udruženje i njegovi članovi sudjelovali su na svim značajnijim umjetničkim smotrama u Bosni i Hercegovini te inozemstvu. Članovi ovog udruženja afirmirani su umjetnici svih likovnih područja, profesori i predavači na Umjetničkim akademijama u Sarajevu, Širokom Brijegu i Banjoj Luci kao i na Umjetničkim školama u Bosni i Hercegovini te inozemstvu. 

## Poznati članovi
- Admir Mujkić (predsjednik Udruženja, 2010. – danas)
- Avdo Žiga
- Behaudin Selmanović
- Edin Numankadić
- Gordana Anđelić-Galić
- Halil Tikveša
- Izet Alečković
- Mario Mikulić
- Mehmed Zaimović
- Mustafa Skopljak
- Roman Petrović
- Husnija Topić
- Safet Zec
- Salim Obralić
- Miroslav Bilać